# Jaime Pedro Kohl
Jaime Pedro Kohl PSDP (ur. 12 grudnia 1954 w Salvador do Sul) – brazylijski duchowny rzymskokatolicki, od 2007 biskup Osório.

## Życiorys
Święcenia kapłańskie otrzymał 2 września 1984 w zgromadzeniu Ubogich Sług Bożej Opatrzności. Był m.in. dyrektorem centrum socjalnego w Porto Alegre, delegatem prowincjalnym zgromadzenia oraz mistrzem nowicjatu.
15 listopada 2006 został prekonizowany biskupem Osório, zaś 4 lutego 2007 przyjął sakrę biskupią z rąk jego poprzednika na tej stolicy biskupiej, bp. Thadeu Gomes Canellasa.